# Pesca al lanzado
La pesca al lanzado o lance ligero es el término genérico utilizado para describir una modalidad de pesca basada en el lanzamiento de imitaciones de peces montadas con anzuelos y su posterior recogida para atraer el ataque de peces depredadores. 
La pesca al lanzado es practicable en toda masa de agua habitada por peces depredadores tanto de agua dulce como salada y se puede realizar desde tierra o desde embarcación.
La base principal de esta modalidad es lanzar y recoger un cebo, bien sea natural o artificial. Podemos realizarla desde tierra o en embarcación. Si decidimos que sea desde tierra, puede ser desde cualquier punto: escolleras, puertos, zonas rocosas e incluso desde las playas. Si, por el contrario, decidimos hacerlo desde embarcación, tendremos la ventaja de acceder a zonas donde tal vez no podamos hacerlo desde tierra: paredes de grandes acantilados, zonas rocosas de difícil acceso, etc. Por otra parte, tendremos la ventaja de poder pescar sobre grandes fondos, ya sean de roca, arena o pedregosos. Y con la ventaja también de no preocuparnos por los posibles enroques, que se puedan producir desde tierra cuando utilizamos artificiales ahogados.